# Liga Profesional de Omán 2016-17
La Liga Profesional de Omán 2016-17 (también conocida como Liga Profesional Omantel por razones de patrocinio) es la 41.ª edición de la máxima división del fútbol en Omán. 
La temporada comenzó el 17 de septiembre de 2016, y finalizará en mayo de 2017. El Fanja SC es el actual campeón de la liga, habiendo obtenido su noveno título la temporada anterior.

## Equipos
La liga está integrada por 14 equipos. Los clubes Salalah SC y Sur Club fueron relegados a la Primera División después de finalizar en la zona de descenso la temporada anterior, y sustituidos por el ganador de la Primera División 2015-16 Oman Club y el subcampeón Ja'lan SC; mientas que el Al-Musannah falló en mantener la máxima categoría, al perder el repesca contra el tercer ubicado de la Primera División Ja'lan SC.

### Datos generales
Equipos ordenados alfabéticamente. En cursiva los ascendidos a la categoría.
| Club         | Ciudad       | Entrenador                | Estadio            | Capacidad |
| ------------ | ------------ | ------------------------- | ------------------ | --------- |
| Al-Khabourah | Al-Khabourah | Sherif El-Khashab[        | C.D. Nizwa         | 10 000    |
| Al-Nahda     | Al Buraimi   | Khalifa Al-Muzahami       | C.D. Al-Buraimi    | 10 000    |
| Al-Nasr      | Salalah      | Abdul Naser Mkayes        | Al-Saada           | 12 000    |
| Al-Oruba     | Sur          | Ahmed Al-Alawi            | C.D. Sur           | 8 000     |
| Al-Rustaq SC | Al-Rustaq    | Al-Mustafa Suwaib         | Al-Saada           | 14 000    |
| Al-Shabab    | Barka        | Salim Sultan              | Al-Seeb            | 14 000    |
| Al-Suwaiq    | Al-Suwaiq    | Hakeem Shaker             | Al-Seeb            | 14 000    |
| Dhofar Club  | Salalah      | Manuel José Alves Ramos   | Al-Saada           | 12 000    |
| Fanja SC     | Fanja        | Al-Taj Mahboob            | C.D. Sultan Qaboos | 34 000    |
| Ja'lan SC    | Sur          | Talal Al-Mashaikhi        | C.D. Sur           | 8 000     |
| Muscat FC    | Mascate      | Mohsin Darwish Al-Balushi | C.D. Sultan Qaboos | 34 000    |
| Oman Club    | Mascate      | Andrés García Tébar       | C.D. Sultan Qaboos | 34 000    |
| Saham        | Saham        | Zoran Popović             | Regional Sohar     | 19 000    |
| Sohar SC     | Sohar        | Emad Dahbour              | Regional Sohar     | 19 000    |

### Jugadores extranjeros
Se restringe el número de jugadores extranjeros a cuatro por equipo, incluyendo un cupo para jugadores de la AFC.
| Club         | Jugador 1          | Jugador 2            | Jugador 3            | Jugador AFC          |
| ------------ | ------------------ | -------------------- | -------------------- | -------------------- |
| Al-Khabourah | Igor Carneiro Luiz | Mame Balla Diop      | Mohamed Talaat       |                      |
| Al-Musannah  | David da Silva     | Thiago Brito         | Fernando Evangelista |                      |
| Al-Nahda     | Souleymane Demba   | Mounir Diane         | Feupa Francois       | Muayad Khalid        |
| Al-Nasr      | Mamadou Nanga      | Jamal Mohammed       | Lamine Diawara       | Kim Gwi-hyeon        |
| Al Oruba SC  | Lyle Peters        | Moussa Koné          | Edgar Bernhardt      | Abdulwasea Al-Matari |
| Al-Shabab    | Roniere            | Ely Cissé            | Sidy Keita           |                      |
| Al-Suwaiq    | Mouhamed Ablaye    | Lys Mouithys         |                      | Abdulatif Salkini    |
| Dhofar Club  | Ben Konaté         | Didier Bassamagne    | Thomas Edwards       | Hamdi Al Masri       |
| Fanja SC     | Jarlisson          | Sami Al-Amin         | Moustapha Diaw       |                      |
| Muscat FC    | Vinícius Calamari  | Mignane Diouf        | Abdou Kader Fall     | Khaled Al-Brijawi    |
| Saham        | Alexandre Matão    | Pan Pierre Koulibaly | Abdoulaye Dieng      | Hamada Al-Zubairi    |
| Salalah      | Thiago Amaral      | Paa Ernest           | Ateya El-Belqasy     | Ibrahim Kamil        |
| Sohar        | Vedran Gerc        | Marin Con            | Admir Malkic         | Ivan Filatov         |
| Sur Club     | Jefferson de Jesus | Komlan Amewou        | Claude Signone       |                      |

## Tabla de posiciones
|     | Equipos de fútbol | PJ | G  | E  | P  | GF | GC | Dif | Pts |
| --- | ----------------- | -- | -- | -- | -- | -- | -- | --- | --- |
| 01. | Dhofar Club (C)   | 26 | 15 | 06 | 05 | 44 | 27 | +17 | 51  |
| 02. | Al-Shabab         | 26 | 13 | 09 | 04 | 42 | 27 | +15 | 48  |
| 03. | Al Oruba SC       | 26 | 13 | 06 | 07 | 45 | 37 | +8  | 45  |
| 04. | Al-Nasr           | 26 | 10 | 09 | 07 | 31 | 30 | +1  | 39  |
| 05. | Fanja SC          | 26 | 10 | 07 | 09 | 42 | 40 | +2  | 37  |
| 06. | Al-Suwaiq         | 26 | 08 | 12 | 06 | 35 | 25 | +10 | 36  |
| 09. | Sohar SC          | 26 | 09 | 08 | 09 | 36 | 36 | +0  | 35  |
| 07. | Al-Nahda          | 26 | 09 | 07 | 10 | 33 | 33 | +0  | 34  |
| 08. | Saham SC          | 26 | 09 | 07 | 10 | 39 | 45 | -6  | 34  |
| 10. | Muscat FC         | 26 | 07 | 10 | 09 | 36 | 36 | +0  | 31  |
| 11. | Oman Club         | 26 | 08 | 07 | 11 | 32 | 36 | -4  | 31  |
| 12. | Al-Khabourah (D)  | 26 | 07 | 09 | 10 | 28 | 35 | -7  | 30  |
| 13. | Jaalan Club (D)   | 26 | 03 | 11 | 12 | 27 | 44 | -17 | 20  |
| 14. | Al-Rustaq (D)     | 26 | 03 | 08 | 15 | 32 | 51 | -19 | 17  |

Pts = Puntos; PJ = Partidos jugados; G = Partidos ganados; E = Partidos empatados; P = Partidos perdidos; GF = Goles anotados; GC = Goles recibidos; Dif = Diferencia de goles

(C) = Campeón; (D) = Descendido; (P) = Promovido; (E) = Eliminado; (O) = Ganador de Play-off; (A) = Avanza a siguiente ronda.

Fuente:
1. ↑  Ganador de la Copa del Sultán Qaboos 2016-17.

|  | Liga de Campeones 2018 (Ronda preliminar)                    |
|  | Copa AFC 2018 (Fase de grupo)                                |
|  | Copa AFC 2018 (Ronda de Play-Off)                            |
|  | Copa de Clubes del Mundo Árabe 2017-18                       |
|  | Copa GCC 2018                                                |
|  | Play-Off para descenso a la Primera División de Omán 2017-18 |
|  | Descenso a la Primera División de Omán 2017-18               |

## Serie de promoción y permanencia
El club Al Khaboura, ubicado en la décima segunda posición del torneo, jugó una repesca contra el club Mirbat, tercero de la edición 2016-17 de la Primera División de Omán, por la permanencia en la máxima categoría, perdiendo la categoría con una serie en contra de 1-2.
| 24 de mayo de 2017 | Mirbat | 1:0 | Al-Khabourah | Complejo Deportivo Salalah, Salalah |  |

| 28 de mayo de 2017 | Al-Khabourah | 1:1 | Mirbat | Complejo Deportivo Regional Sohar, Sohar |  |